# بغل‌زنی (هرس درخت)
هرس بغل‌زنی یا هرس شاخه‌های پایینی (به انگلیسی: Shredding) یک روش سنتی اروپایی برای هرس درختان است که به وسیله آن تمام شاخه‌های کناری به‌طور مکرر حذف می‌شوند و تنه اصلی و رویش رشد می‌کنند. در قرون وسطی این عمل در سراسر اروپا رایج بود، اما اکنون نادر است و عمدتاً در اروپای مرکزی و شرقی یافت می‌شود.
نام دیگر بریدن شاخه‌های کناری درختان که عمدتاً در شمال انگلستان استفاده می‌شود، snagging است.
دیگر تکنیک‌های مشابه مدیریت درختان عبارتند از: سرشاخه‌زنی، تنه‌بری و کف‌بری.
- نیاز به یادآوری است که به دستگاه خردکن چوب و شاخه نیز، Shredder یا Chipper گفته می‌شود.[۲][۳]